# Šachový turnaj v Karlových Varech roku 1923
Šachový turnaj v Karlových Varech roku 1923 byl jedním z nejvýznamnějších šachových turnajů uspořádaných v meziválečném Československu. Po turnajích v letech 1907 a 1911 šlo o třetí velký šachový turnaj hraný v Karlových Varech. Celkem 18 účastníků hrálo systémem každý s každým. Partie byly hrány od 27. dubna do 22. května 1923 v hotelu Imperial. Turnajový fond byl ve výši 31 000 československých korun. 
O vítězství v turnaji se podělili Rusové Alexandr Aljechin a Jefim Bogoljubov a Maďar Géza Maróczy.  Každý ze tří vítězů obdržel částku 3505 československých korun, Aljechin pak navíc křišťálový pohár od firmy Ludwig Moser&Söhne v hodnotě 1000 československých korun (polovinu jeho ceny však musel vyplatit Bogoljubovovi). Uděleno bylo rovněž 10 cen za krásu, 1. cenu ve výši 400 československých korun si odnesli Aljechin za partii s Grünfeldem, Nimcovič za partii s Yatesem a Yates za partii s Aljechinem.  

## Turnajová tabulka
| #  | Hráč                      | 1 | 2 | 3 | 4 | 5 | 6 | 7 | 8 | 9 | 10 | 11 | 12 | 13 | 14 | 15 | 16 | 17 | 18 | Celkem |
| -- | ------------------------- | - | - | - | - | - | - | - | - | - | -- | -- | -- | -- | -- | -- | -- | -- | -- | ------ |
| 1  | Alexandr Aljechin (URS)   | x | 1 | 1 | ½ | 1 | ½ | 0 | 0 | ½ | ½  | 1  | 1  | 1  | 1  | ½  | 1  | 0  | 1  | 11½    |
| 1  | Jefim Bogoljubov (GER)    | 0 | x | ½ | 0 | ½ | 1 | 1 | ½ | ½ | 1  | 1  | 1  | 0  | ½  | 1  | 1  | 1  | 1  | 11½    |
| 1  | Géza Maróczy (HUN)        | 0 | ½ | x | ½ | 1 | ½ | ½ | 1 | ½ | ½  | ½  | ½  | ½  | 1  | 1  | 1  | 1  | 1  | 11½    |
| 4  | Richard Réti (TCH)        | ½ | 1 | ½ | x | ½ | ½ | ½ | 1 | 1 | 1  | ½  | 1  | 1  | 0  | ½  | 1  | 0  | 0  | 10½    |
| 4  | Ernst Grünfeld (AUT)      | 0 | ½ | 0 | ½ | x | 1 | 1 | ½ | ½ | 1  | ½  | ½  | 1  | ½  | ½  | ½  | 1  | 1  | 10½    |
| 6  | Aaron Nimcovič (DEN)      | ½ | 0 | ½ | ½ | 0 | x | 0 | 1 | ½ | 1  | 1  | 1  | 1  | 1  | 1  | 0  | 1  | 0  | 10     |
| 6  | Karel Treybal (TCH)       | 1 | 0 | ½ | ½ | 0 | 1 | x | 0 | ½ | ½  | ½  | ½  | 1  | ½  | ½  | 1  | 1  | 1  | 10     |
| 8  | Fred Yates (ENG)          | 1 | ½ | 0 | 0 | ½ | 0 | 1 | x | ½ | ½  | 1  | ½  | 0  | 1  | 1  | ½  | 1  | ½  | 9½     |
| 9  | Richard Teichmann (GER)   | ½ | ½ | ½ | 0 | ½ | ½ | ½ | ½ | x | ½  | 0  | ½  | ½  | ½  | ½  | 1  | 1  | 1  | 9      |
| 10 | Savielly Tartakower (POL) | ½ | 0 | ½ | 0 | 0 | 0 | ½ | ½ | ½ | x  | ½  | ½  | ½  | ½  | 1  | 1  | 1  | 1  | 8½     |
| 11 | Siegbert Tarrasch (GER)   | 0 | 0 | ½ | ½ | ½ | 0 | ½ | 0 | 1 | ½  | x  | 0  | 1  | 1  | ½  | 1  | 0  | 1  | 8      |
| 12 | Akiba Rubinstein (POL)    | 0 | 0 | ½ | 0 | ½ | 0 | ½ | ½ | ½ | ½  | 1  | x  | 0  | 0  | 1  | 1  | 1  | ½  | 7½     |
| 13 | Jacob Bernstein (USA)     | 0 | 1 | ½ | 0 | 0 | 0 | 0 | 1 | ½ | ½  | 0  | 1  | x  | ½  | 0  | 1  | 0  | 1  | 7      |
| 14 | Heinrich Wolf (AUT)       | 0 | ½ | 0 | 1 | ½ | 0 | ½ | 0 | ½ | ½  | 0  | 1  | ½  | x  | 0  | ½  | 1  | 0  | 6½     |
| 15 | Friedrich Sämisch (GER)   | ½ | 0 | 0 | ½ | ½ | 0 | ½ | 0 | ½ | 0  | ½  | 0  | 1  | 1  | x  | 0  | 0  | 1  | 6      |
| 16 | George Alan Thomas (ENG)  | 0 | 0 | 0 | 0 | ½ | 1 | 0 | ½ | 0 | 0  | 0  | 0  | 0  | ½  | 1  | x  | 1  | 1  | 5½     |
| 17 | Rudolf Spielmann (AUT)    | 1 | 0 | 0 | 1 | 0 | 0 | 0 | 0 | 0 | 0  | 1  | 0  | 1  | 0  | 1  | 0  | x  | 0  | 5      |
| 17 | Oscar Chajes (USA)        | 0 | 0 | 0 | 1 | 0 | 1 | 0 | ½ | 0 | 0  | 0  | ½  | 0  | 1  | 0  | 0  | 1  | x  | 5      |